# Бар, Роланд
Роланд Бар (нем. Roland Baar; 12 апреля 1965, Остерхольц-Шармбек, Нижняя Саксония — 23 июня 2018, Фельпке) — немецкий гребец, выступавший за сборную ФРГ по академической гребле в период 1985—1996 годов. Серебряный и бронзовый призёр Олимпийских игр, пятикратный чемпион мира, победитель и призёр многих регат международного значения. Также известен как спортивный функционер, преподаватель, эксперт в области машиностроения.

## Биография
Роланд Бар родился 12 апреля 1965 года в городе Остерхольц-Шармбек, ФРГ. Серьёзно заниматься академической греблей начал в возрасте десяти лет в 1975 году, сначала проходил подготовку в местном клубе, позже состоял в гребных клубах Ганновера и Дортмунда.
Начиная с 1985 года привлекался в состав западногерманской национальной сборной для участия в различных молодёжных регатах.
Дебютировал на взрослом международном уровне в сезоне 1987 года, выступив в распашных двойках без рулевого на чемпионате мира в Копенгагене — занял четвёртое место, остановившись в шаге от призовых позиций.
В безрульных четвёрках выступал на летних Олимпийских играх 1988 года в Сеуле, но здесь так же попасть в число призёров не смог, показав на финише седьмой результат.
Настоящий успех пришёл к нему, когда он стал членом немецкой восьмёрки, где были собраны лучшие гребцы страны. Так, в составе этого экипажа Бар одержал победы на мировых первенствах 1989, 1990 и 1991 годов.
Благодаря череде удачных выступлений удостоился права защищать честь страны на Олимпийских играх 1992 года в Барселоне — в финальном заезде восьмёрок со своей командой пришёл к финишу третьим, уступив только экипажам из Канады и Румынии, и завоевал тем самым бронзовую олимпийскую медаль.
После барселонской Олимпиады Бар остался в гребной команде Германии и продолжил принимать участие в крупнейших международных регатах. В частности, он был лучшим в восьмёрках на мировых первенствах 1993 и 1995 годов, став таким образом пятикратным чемпионом мира по академической гребле.
В 1996 году отправился выступать на Олимпийских играх в Атланте — на сей раз занял второе место в восьмёрках, пропустив вперёд команду Нидерландов, и получил серебряную награду. На том принял решение завершить спортивную карьеру.
За выдающиеся достижения в академической гребле в 1998 году был награждён Медалью Томаса Келлера.
Завершив карьеру спортсмена, проявил себя как спортивный функционер. В период 1999—2004 годов являлся членом Международного олимпийского комитета, состоял в атлетической комиссии организации. C 2012 года являлся омбудсменом Немецкого национального антидопингового агентства.
Окончил Ганноверский университет, где получил докторскую степень в области машиностроения. Работал в автомобильной промышленности, сначала на компанию Volkswagen, затем на Voith — состоял в отделе исследований и разработок, принимал активное участие в проектировании турборедукторов. С 2001 года читал лекции по машиностроению в Ганноверском университете, став в 2009 году почётным профессором. С 2011 года преподавал на кафедре двигателей внутреннего сгорания в Берлинском техническом университете.
Был женат, имел двоих детей. Вместе с семьёй постоянно проживал в Гифхорне.
Погиб в дорожно-транспортном происшествии в коммуне Фельпке 23 июня 2018 года в возрасте 53 лет.